# 富山市立西田地方小学校
富山市立西田地方小学校（とやましりつ にしでんぢがたしょうがっこう）は、富山県富山市にある公立小学校。

## 歴史
個別に出典が提示されていない箇所の出典→。
- 1873年7月6日 - 立志（りっし）小学校として中野新町の来迎字にて開校。
- 1887年4月 - 中野新町小学校と改称。
- 1895年9月 - 中野新町尋常小学校と改称。
- 1899年8月 - 富山市大火のため校舎全焼。
- 1901年12月 - 南田町に移転新築し、南田町尋常小学校と改称。
- 1903年7月 - 南部高等小学校に山王尋常小学校と併置され、星井町尋常小学校と改称。
- 1908年1月 - 南田町の元校舎に移り、再び南田町尋常小学校と改称。
- 1912年
  - 1月 - 現在地に西田地方尋常小学校を設立。同年2月校舎の竣工式[2]。
  - 4月27日 - 校旗新調[2]。
  - 9月 - 校歌制定[2]。
- 1916年
  - 1月16日 - 放火により雨天体操場を除いた全校舎焼失[3]（星井町小学校、総曲輪小学校に分散）。
  - 4月24日 - 校舎建築が認可される[4]。
  - 11月20日 - 本館2階建て校舎が竣工し、11月22日に新築落成式[4]。
- 1923年10月1日 - 鉄筋セメント造の泰安殿を建設。10月23日に新殿祭、奉安式挙行[4]。
- 1929年9月 - 秋季高等科を併置し、富山市立西田地方尋常高等小学校と改称。
- 1936年7月 - 秋季高等科を廃止し、富山市立西田地方尋常小学校と改称。
- 1941年4月1日 - 富山市立西田地方国民学校と改称[5]。
- 1945年
  - 8月 - 戦災（富山大空襲）で校舎が全焼。
  - 9月1日 - 西田地方52番地の私立富山託児所を仮校舎とし、6学級編成して2部授業開始[6]。
- 1946年4月 - 校舎7教室増築[6]。
- 1947年
  - 4月1日 - 富山市立西田地方小学校と改称[7]。
  - 4月中 - 校舎一部再建。
- 1948年 - 西田地方校下体育協会設立[8]
- 1952年11月 - 校歌制定、校旗樹立。
- 1953年11月 - 講堂新築。
- 1960年9月 - プール竣工。
- 1966年4月 - 特殊学級設置。
- 1968年6月21日 - 鉄筋校舎に改築される。7月15日に移転し、落成記念式を挙行[9]。
- 1973年7月 - 創校100周年を記念し、立志台スキー場、温室などを設置。
- 1987年 - 第1回西田地方校下ボウリング大会開催[8]。
- 1988年 - 体育館竣工[8]。
- 2002年 - 光陽小学校開校による校区変更。
- 2010年12月 - 校舎改築竣工[10]。
- 2011年
  - 5月 - プール完成[10]。
  - 6月 - 校舎改築工事の竣工式[10]。
- 2023年7月6日 - 開校150周年記念事業としてドローンによる集合写真の空撮が行われた[11]。

## 通学区域
- 相生町、磯部町二丁目 - 四丁目、新根塚町一丁目、千石町一丁目 - 六丁目、土居原町（6番16 - 19号を除く）、長柄町一丁目 - 三丁目、西山王町、西田地方、西田地方一丁目 - 三丁目、布瀬町一丁目 - 二丁目、花園町一丁目 - 四丁目、堀端町、桃井町一丁目 - 二丁目[12]

## 進学先中学校
- 富山市立南部中学校

## 著名な出身者
- 石本沙織[13][14][15] - フジテレビアナウンサー
- 久世光彦 - 演出家・小説家
- 西村まさ彦

## 交通アクセス
- 富山地方鉄道富山軌道線 広貫堂前電停より西へ1.1km